# Artamus superciliosus
La golondrina del bosque de ceja blanca (Artamus superciliosus) es una especie de ave paseriforme de la familia Artamidae. Es un ave nativa de Australia. Se alimentan sobre todo de insectos voladores.